# Laminación (geología)

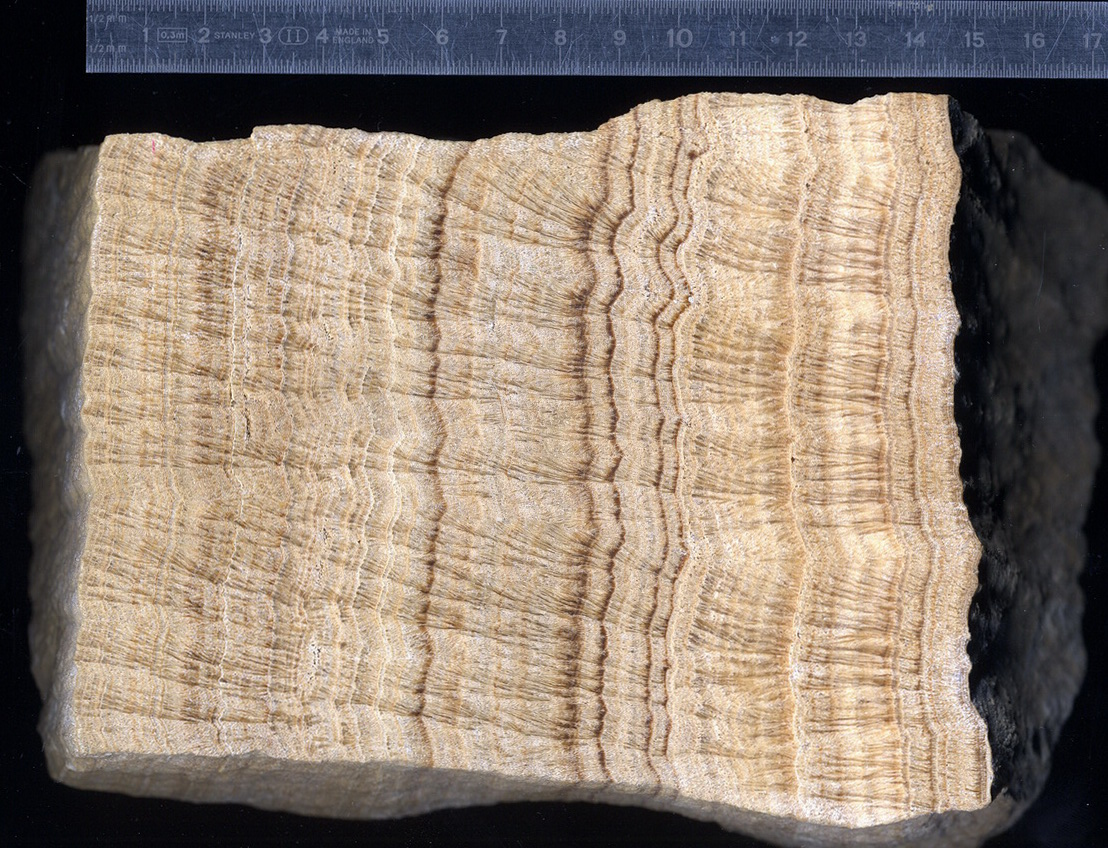
Laminación por precipitación química en una muestra de travertino.

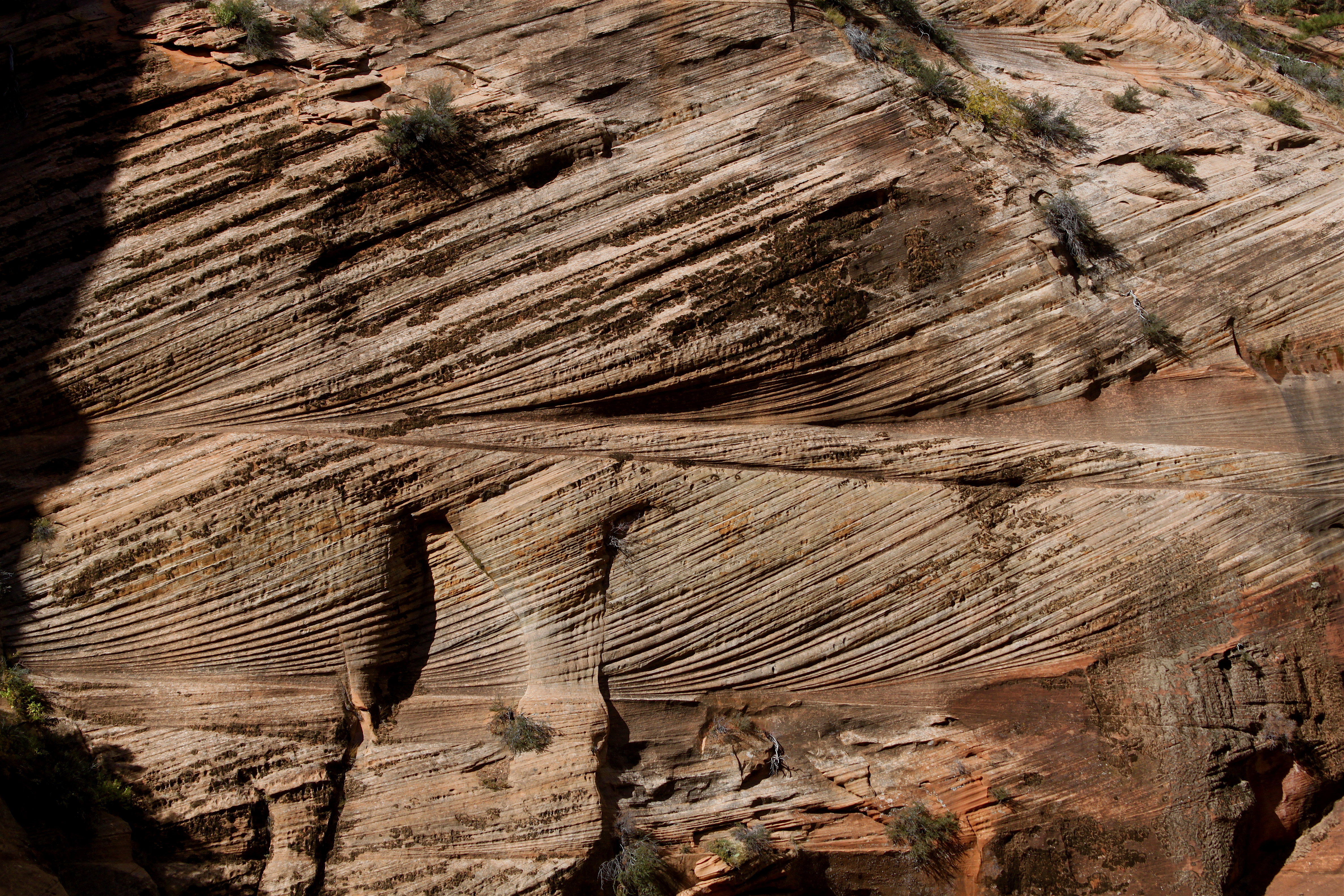
Ejemplo de capas sedimentarias y laminación cruzada en la misma roca.

En geología, la laminación es una secuencia a pequeña escala de capas delgadas (las llamadas láminas) que se produce en algunas estructuras de las rocas sedimentarias.  

Normalmente las laminas son más pequeñas y menos pronunciadas que la estratificación por capas.
La laminación se puede observar a menudo en estructuras planas de un centímetro o menos de grosor, considerándose capas de estratificación si son de más de un centímetro. 

No obstante, las estructuras de varios milímetros a muchos centímetros han sido descritas como láminas. Una misma roca sedimentaria puede tener a la vez láminas y capas.